# Daemonorops hirsuta
Daemonorops hirsuta är en enhjärtbladig växtart som beskrevs av Carl Ludwig von Blume. Daemonorops hirsuta ingår i släktet Daemonorops och familjen Arecaceae. Inga underarter finns listade i Catalogue of Life.